# Title (brano musicale)
Title è un brano musicale di Meghan Trainor, presente nell'EP omonimo. Inizialmente pianificato come singolo in sostituzione a Dear Future Husband dopo il successo mondiale di All About That Bass, il brano è stato sostituito da Lips Are Movin.

## Classifiche
| Classifica (2014-22) | Posizione massima |
| -------------------- | ----------------- |
| Nuova Zelanda        | 9                 |
| Polonia              | 41                |
| Vietnam              | 55                |